# 周荣昌
周荣昌（1929年—2016年），男，山西临猗人，中华人民共和国政治人物，曾任内蒙古自治区人大常委会副主任，第六届全国人大代表。